# 9539 Prishvin
9539 Prishvin eller 1982 UE7 är en asteroid i huvudbältet som upptäcktes den 21 oktober 1982 av den rysk-sovjetiska astronomen Ljudmila Karatjkina vid Krims astrofysiska observatorium på Krim. Den är uppkallad efter den rysk-sovjetiske författaren Michail Prisjvin.
Asteroiden har en diameter på ungefär tio kilometer och tillhör asteroidgruppen Themis.